# 鞘单胞虫纲
鞘单胞虫纲（学名：Thecomonadea）是原生动物界下的一个纲。

## 下属分类
本纲包括以下目：
- 无根单胞虫科 Apusomonadida
- Planomonadida